# Jurassic Park: The Game
Jurassic Park: The Game is een vierdelig episodisch interactief avonturenspel van Telltale Games. Hoewel de titel doet vermoeden dat het spel inhoudelijk gebaseerd is op Steven Spielbergs film Jurassic Park en de eerder verschenen gelijknamige roman, is dit maar gedeeltelijk. Er werd een nieuwe verhaallijn bedacht omtrent de door Dennis Nedry gestolen koker met dinosaurusembryo's. De enige personages die zowel in de film, het boek als in dit spel voorkomen, zijn Nedry en de dierenarts Gerry Harding.

## Synopsis
Het bedrijf InGen heeft op het eiland Isla Nublar dinosaurussen terug tot leven gewekt en staat op het punt het park te openen voor publiek. Doordat Dennis Nedry de beveiliging uitschakelt om te vluchten met een gestolen koker dinosaurus-embryo's, zit het park gedeeltelijk zonder elektriciteit. Hierdoor ontsnappen heel wat gevaarlijke dinosaurussen uit hun met hoog voltage afgeschermd leefgebied. Tijdens deze gebeurtenis zijn hoofddierenarts Gerry Harding en zijn dochter Jess in het park. Zij zoeken een manier om gered te worden, maar komen tot de conclusie dat zowat alle medewerkers van het park het eiland hebben verlaten omwille van een grote storm. Tijdens hun tocht ontmoeten ze nog enkele andere personen die zich, al dan niet met goede bedoelingen, nog in het park bevinden en zich aansluiten bij Gerry en Jess om uit het park te vluchten. Uiteraard wordt de groep regelmatig aangevallen door de bloeddorstige en hongerige dino's.

## Verhaal

### Episode 1:The Intruder
Gerry Harding, de hoofddierenarts van Jurassic Park, leidt zijn dochter Jess rond in het park. Op dat moment start Dennis Nedry zijn plan om de beveiliging in het park uit te schakelen en te vluchten met gestolen dinosaurus-embryo's. Zijn handlanger Miles Chadwick wacht op hem aan de haven, waar de boot ligt die het personeel naar het vasteland brengt. Miles heeft Nima ingehuurd. Zij is een avonturier, sporenzoekster en spion. Nima aanvaardde de opdracht vanwege de grote som geld die ze zou krijgen, zodat ze haar dochter een goede toekomst kan verzekeren. Zij is echter niet op de hoogte van wat ze precies moet doen. Omdat Nedry niet opdaagt, gaan ze hem zoeken in het park. Daar vinden ze zijn dode lichaam, alsook de koker met embryo's. Het is dan pas voor Nima duidelijk wat de echte taak is. Zij worden aangevallen door de dilophosaurussen die ook Nedry doodden. Miles overleeft de aanval niet. Nima kan ontsnappen, maar wordt wel gebeten door een andere, onbekende dinosaurus.
Gerry en Jess rijden op dat ogenblik met hun auto richting haven. Onderweg vinden ze Nima. Omdat zij vreemde verschijnselen vertoont vanwege een giftige beet, heeft ze dringende medische verzorging nodig. Ze nemen haar mee naar het bezoekerscentrum, maar worden onderweg opgehouden door een kleine triceratops die de weg blokkeert. Ze beslissen om het dier van de weg te lokken, maar worden daarop aangevallen door het alfadier. Dit trekt de aandacht van een tyrannosaurus die de triceratops wil aanvallen. Gerry, Jess en Nima verstoppen zich in een berghok en beslissen om de nacht daar door te brengen.
De volgende ochtend ziet wetenschapper Laura Sorkin het trio op een beveiligingsmonitor. Zij had omwille van het noodweer haar terugreis ook gemist en is daarom gaan schuilen in haar laboratorium. Sorkin stuurt een van de automatische bezoekerswagens naar hun locatie. Wanneer het trio arriveert bij het bezoekerscentrum, blijkt dat iedereen ondertussen is vertrokken. Gerry vindt een radio waarmee Sorkin hen tracht te bereiken. Samen zoeken ze naar de juiste medicatie om Nima te genezen. Even later valt een tyrannosaurus hen aan, maar ze kunnen haar misleiden door het bezoekerswagentje te laten wegrijden. Daarop richt Nima, die ondertussen genezen is, een revolver op Gerry en Jess en zegt hun dat ze niet van het eiland zullen raken.

### Episode 2:The Cavalry
InGen stuurt twee reddingsteams naar Isla Nublar om de achtergebleven personen te evacueren. Het eerste team bestaat uit Billy Yoder, Oscar Morales en Danny Cafaro. Wanneer zij het andere team via de radio contacteren, horen ze enkel geweerschoten. In het bezoekerscentrum vinden ze de dode lichamen van dat team, enkel Vargas is nog in leven. Het team ziet op camerabeelden dat Nima, Jess en Gerry gegijzeld houdt. Daarop wordt het reddingsteam aangevallen door dinosaurussen. Ze ontsnappen met de helikopter, maar kunnen niet vermijden dat de dino's Vargas doden. Ondertussen zijn Nima, Gerry en Jess in de bossen gevlucht. Gerry maakt vuur in de hoop dat de rook door iemand wordt opgemerkt.
Het team van Yoder ziet de rookpluimen, maar dient een noodlanding te maken na een aanval van een pteranodon. Terwijl Danny de helikopter herstelt, gaan Yoder en Oscar in het woud op zoek. Nima bemerkt dat ze vastzitten op een berg waar een onafgewerkte achtbaan staat. De enige manier om van de berg af te raken, is met behulp van die achtbaan. Tijdens de rit worden ze aangevallen door herrerasaurusen waardoor hun wagentje dreigt te ontsporen. Uiteindelijk worden ze gevonden door Yoder en Oscar die Nima overmeesteren. De groep gaat terug naar de helikopter, maar daar blijkt dat Danny is verdwenen. Een tyrannosaurus wil hen aanvallen, maar de groep kan net op tijd wegvliegen met de helikopter. Ze vliegen naar het laboratorium om dr. Sorkin op te pikken.
Eenmaal aan het labo wil Sorkin niet meevliegen. Ze wil van Isla Nublar een natuurreservaat maken voor de dinosaurussen in plaats van een pretpark. Uiteindelijk wil ze mee naar het vasteland, maar wil eerst lysine in de watervoorraad mengen. Terwijl zij, Gerry en Jess dit doen, vlucht Nima weg met de helikopter. Sorkins groep wordt aangevallen door velociraptors waardoor ze moeten vluchten in de watertoren. Yoder en Oscar, ook in de helikopter, trachten Nima te overmeesteren, waardoor de controle van de helikopter wegvalt, deze tegen de watertoren botst en in het bos crasht.

### Episode 3:The Depts
Iedereen klimt uit de watertoren en vlucht naar een onderhoudstunnel. Nima, Yoder en Oscar hebben de crash overleefd. Yoder ontdekt de koker met dino-embryo's. Oscar merkt dat de raptors de deur van de onderhoudstunnel hebben geopend en achtervolgt hen. Nima en Yoder maken een deal om de winst van de embryo's te verdelen. Daarop loopt een parasaurolophus op hen af, die wordt gevolgd door een tyrannosaurus. Hierdoor dienen Nima en Yoder ook weg te vluchten via de tunnel. In de tunnel ziet Nima plots oplichtende ogen waardoor zij niet verder durft. Yoder tracht de hoofdverlichting aan te schakelen, maar er is een kortsluiting. Oscar heeft ondertussen een van de raptors gedood en komt terug bij Yoder en Nima. Ook hij beslist om de koker met embryo's te verkopen en de winst samen te verdelen. Daarop gaan zij op zoek naar een uitweg.
Jess wordt plots aangevallen door de raptors. Net op dat ogenblik komen Oscar, Yoder en Nima binnen en vinden een manier om de beesten weg te jagen. De groep is nu terug volledig. Door de kortsluiting is er een probleem met de energiecentrale in het park. Voordat door een veiligheidsprocedure de poorten in de centrale sluiten, lukt het de raptors om binnen te breken. Oscar beslist om de deur terug te openen. Hij lukt in deze taak, maar wordt daarop gedood door de raptors. De rest van de groep vlucht de centrale uit en kan zich veilig stellen in een andere kamer. In die kamer vinden ze tot hun verbazing Danny, hij heeft dezelfde bijtwonde als Nima. Sorkin zegt dat dit de beet is van een troodon. Ze had al langer de opdracht om alle troodons te elimineren, maar wou de dino's eerst onderzoeken. Yoder is hierdoor zo razend dat hij een mes op Sorkins keel legt.

### Episode 4:The Survivors
Gerry en Nima trachten Yoder te overtuigen om Sorkin te laten leven. Jess ontdekt een kleine tunnel, de enige uitweg in de kamer. Ondertussen worden ze op de hielen gezeten door een aantal troodons. Hierdoor splitst de groep in twee. Gerry en Nima vinden een ladder waardoor ze terug op de begane grond komen. Gerry wil terug om de anderen te redden, maar Nima zegt dat het beter is dat ze zichzelf redden. Hierbij verklapt Nima dat Isla Nublar vroeger haar woonplaats was, maar dat InGen alle inwoners van het eiland haalde. Ze vertelt ook de reden van de opdracht om de embryo's te stelen. Ze wou namelijk het geld gebruiken om haar dochter een beter leven te geven. Plots komt een elektrische auto aangereden, waarmee Gerry en Nima naar het aquariumgebouw rijden.
De twee groepen vinden elkaar in het aquariumgebouw terug. Dr. Sorkin gaat er plots vandoor, want het eiland zal gebombardeerd en vernietigd worden omdat de dinosaurussen uitgebroken zijn. Daarom opent ze de poort om de tylosaurus in de open zee te laten en gijzelt ze de anderen. Diezelfde tylosaurus botst tegen de ruiten van het aquarium, waardoor Sorkin schrikt en in het water valt. Ze wordt verslonden door de tylosaurus. Daarop neemt Yoder de rest van de groep onder schot: hij wil vluchten met de embryo's en vraagt aan Nima om hem te vergezellen. Zij weigert dit, waarna Yoder, na het gooien van een granaat, via een lift uit het aquariumgebouw vlucht. In de lift ontdekt hij echter dat de koker met embryo's weg is. Deze werd eerder door Jess gestolen.
Het aquariumgebouw loopt, door de ontploffing van de granaat, vol met water. Nima, Jess en Gerry concluderen dat ze enkel kunnen vluchten via het aquarium. In het water worden ze achtervolgd door de tylosaurus, maar ze halen alle drie het landoppervlak. Eenmaal terug buiten worden ze aangevallen door Yoder, maar dit trekt ook de aandacht van een tyrannosaurus. Gerry schopt de koker met embryo's in het water om de tyrannosaurus af te leiden, waarop Yoder naar de koker loopt. Daarbij wordt hij verslonden door de tyrannosaurus. Vervolgens tracht Nima in het bezit te komen van de koker, wat haar lukt. Het trio beslist om naar de boot van Miles te lopen. Wanneer Jess en Nima boven op een platform staan, loopt de tyrannosaurus tegen de fundamenten, waardoor Jess en Nima vallen. Ze kunnen zich nog vasthouden aan de leuning. De koker met embryo's valt enkele meters lager op de grond en ligt nu aan de poten van de tyrannosaurus.
Daarna kan het spel twee richtingen uit naargelang de keuze van de speler:
- Redden van de embryo's

Nima tracht de embryo's te redden, maar wordt verslonden door de tyrannosaurus. Gerry en Jess vluchten naar de haven en varen weg met de boot van Miles. Gerry beslist om zijn werk bij InGen op te geven.
- Redden van Jess

Nima kan zich optrekken aan de leuning en redt Jess. Daarop wordt de koker geplet onder de poot van de tyrannosaurus. Gerry, Jess en Nima vluchten weg en vertrekken met de boot van Miles. Nima weet niet hoe het nu met haar en haar dochter verder moet. Daarop vindt Jess een tas van Miles boordevol met geld, bedoeld om Nedry te betalen. Nima zou het geld gebruiken om haar dochter te helpen.

## Dinosauriërs
Onderstaande dinosauriërs, pterosauriërs en mosasauriërs komen voor in het spel:
- Troodon
- Triceratops
- Dilophosaurus
- Tyrannosaurus
- Pteranodon
- Compsognathus
- Herrerasaurus
- Parasaurolophus
- Velociraptor
- Tylosaurus

## Ontwikkeling
Het spel zou oorspronkelijk uitkomen in april 2011. Telltale Games had het al enige tijd eerder in voorverkoop aangeboden via zijn website. Door het uitstellen van de verschijningsdatum was Telltale Games genoodzaakt om een terugbetaling te doen. Elke klant die het spel in voorverkoop had aangekocht, kreeg zijn geld terug via PayPal, een cheque of een Telltale waardebon. Terugbetaling via een betaalkaart zoals Visa was in veel gevallen niet mogelijk omdat de aankoop ouder was dan twee maanden. Daarbovenop kreeg elke klant nog een couponcode waarmee hij alle episodes van een Telltale-spel naar keuze, gratis kon aanschaffen.
Jurassic Park: The Game is beschikbaar voor Windows, OS X, PlayStation 3, Xbox 360 en iOS. Hoewel het een episodisch spel is, werd beslist om het volledige spel voor Xbox 360, en later ook voor pc, uit te brengen op één schijf.

## Besturing
De speler bestuurt afwisselend de hoofdpersonages. Het spel is geen RPG waarin de bestuurder, op een aantal uitzonderingen na, zelf kan overschakelen van het ene naar het andere personage. Ook kan de speler niet zelf beslissen naar waar hij loopt, maar worden er voorgedefinieerde routes gevolgd.
Op het scherm komen ook exacte aanwijzingen te staan wat de gebruiker dient te doen. Als hij zich moet bukken, zal er bijvoorbeeld een neergaande pijl worden getoond en moet de speler op de pijl onder-toets drukken. Om bijvoorbeeld een deur te openen, dient hij met de muisknop over het betreffende attribuut te gaan.
Hoewel het spel verschillende puzzels bevat, dient de speler er bijna geen enkele effectief op te lossen. Zo is er bijvoorbeeld een level waar men een telefoonnummer moet opzoeken, maar eens men het telefoonnummer ziet en aanklikt, zal het personage dit later zelf draaien wanneer men op een telefoon drukt. Een ander voorbeeld is een scène waarin men toegangsrechten moet verkrijgen tot een bepaald computerprogramma. Ook hier dient men enkel wat pijltjestoetsen op het juiste moment in te drukken. Andere puzzels zoals de achtbaankarretjes in de juiste volgorde zetten, moeten wel door de speler opgelost worden.
Het spel kan men dus best vergelijken met een interactieve film waar de speler alleen op enkele toetsen dient de drukken om zaken te ontwijken, te openen en andere interacties uit te voeren. Wanneer de speler de verkeerde knop indrukt of te laat is, zal niet altijd, maar toch in de meeste gevallen het personage sterven.

## Recensies en ontvangst
Jurassic Park: The Game heeft matige recensies.
- Gamer.nl gaf het spel een 2,5/10 en noemde het "een slechte interactieve B-film die zich in Jurassic Park afspeelt, waar je zonder enige spanning hersenloos op een aantal knoppen drukt".[1]
- Metacritic gaf het spel een score van 60% voor Xbox 360, 53% voor PlayStation 3 en 55% voor pc.[2][3][4]
- IGN vond het spel een zwak verhaal over vergeten personages in een park. Ze gaven het spel een score van 5,5/10.[5]
- N00b Alert gaf het spel dan weer een score van 7/10, maar met de opmerking dat het eerder een interactieve film is dan een third-person shooter.[6]
- PC Gamer gaf het spel een score van 41/100 met de opmerking dat het slechts een interactieve film is waarbij de speler enkel basishandelingen dient uit te voeren. Verder zijn ze van mening dat het spel een sequel is van de eerste film.[7]
- GameSpot is van mening dat het spel een mooie sequel is van de film, maar dat de gameplay niet boeiend is. Het spel is te eenvoudig. Er zijn niet echt veel interactieve dialogen en het lijkt eerder dat de speler de rol van een acteur opneemt. Hoewel de speler zou moeten beslissen wat de anderen dienen te doen, lijkt het eerder alsof deze laatsten zelf al hebben beslist wat ze zullen doen. Hier kreeg het spel een 6,5/10.[8]
- IntheGame is van mening dat de spanning in het spel ver te zoeken is en dat het weinig uitdagingen bevat, maar desondanks toch gebundeld is in een gematigd verhaal. Het spel kreeg een uiteindelijke score van 4,5/10.[9]